# Perfect Illusion
"Perfect Illusion" là một bài hát của ca sĩ-nhạc sĩ người Mỹ Lady Gaga thu âm cho album phòng thu thứ năm của cô, Joanne (2016).

## Bảng xếp hạng

### Xếp hạng theo tuần
| Bảng xếp hạng (2016)                      | Vị trí cao nhất |
| ----------------------------------------- | --------------- |
| Úc (ARIA)                                 | 14              |
| Áo (Ö3 Austria Top 40)                    | 21              |
| Bỉ (Ultratop 50 Flanders)                 | 43              |
| Bỉ (Ultratip Wallonia)                    | 1               |
| Canada (Canadian Hot 100)                 | 17              |
| Canada AC (Billboard)                     | 15              |
| Canada CHR/Top 40 (Billboard)             | 22              |
| Canada Hot AC (Billboard)                 | 21              |
| Cộng hòa Séc (Singles Digitál Top 100)    | 7               |
| Euro Digital Songs (Billboard)            | 4               |
| Phần Lan Download (Latauslista)           | 1               |
| Pháp (SNEP)                               | 1               |
| Đức (GfK)                                 | 31              |
| Greece Digital Songs (Billboard)          | 1               |
| Hungary (Rádiós Top 40)                   | 3               |
| Hungary (Single Top 40)                   | 3               |
| Ireland (IRMA)                            | 22              |
| Ý (FIMI)                                  | 5               |
| Nhật Bản (Japan Hot 100)                  | 35              |
| Lebanon (Lebanese Top 20)                 | 15              |
| Mexico Ingles Airplay (Billboard)         | 26              |
| Hà Lan (Single Top 100)                   | 58              |
| New Zealand (Recorded Music NZ)           | 31              |
| Ba Lan (Polish Airplay Top 100)           | 50              |
| Bồ Đào Nha (AFP)                          | 14              |
| Russia Airplay (Tophit)                   | 75              |
| Scotland (OCC)                            | 3               |
| Slovakia (Rádio Top 100)                  | 61              |
| Slovakia (Singles Digitál Top 100)        | 4               |
| Slovenia (SloTop50)                       | 41              |
| Tây Ban Nha (PROMUSICAE)                  | 34              |
| Thụy Điển (Sverigetopplistan)             | 38              |
| Thụy Sĩ (Schweizer Hitparade)             | 16              |
| Anh Quốc (OCC)                            | 12              |
| Hoa Kỳ Billboard Hot 100                  | 15              |
| Hoa Kỳ Adult Contemporary (Billboard)     | 25              |
| Hoa Kỳ Adult Pop Airplay (Billboard)      | 17              |
| Hoa Kỳ Dance Club Songs (Billboard)       | 13              |
| Hoa Kỳ Dance/Mix Show Airplay (Billboard) | 28              |
| Hoa Kỳ Pop Airplay (Billboard)            | 22              |
| Venezuela English (Record Report)         | 27              |

### Bảng xếp hạng cuối năm
| Bảng xếp hạng (2016) | Vị trí |
| -------------------- | ------ |
| Hungary (MAHASZ)     | 62     |

## Chứng nhận
| Quốc gia                                                    | Chứng nhận | Số đơn vị/doanh số chứng nhận |
| ----------------------------------------------------------- | ---------- | ----------------------------- |
| Úc (ARIA)                                                   | Vàng       | 35.000‡                       |
| Brasil (Pro-Música Brasil)                                  | Bạch kim   | 40,000‡                       |
| Canada (Music Canada)                                       | Vàng       | 40.000‡                       |
| Ý (FIMI)                                                    | Vàng       | 25.000‡                       |
| Anh Quốc (BPI)                                              | Bạc        | 200.000‡                      |
| Hoa Kỳ (RIAA)                                               | Vàng       | 500.000‡                      |
| ‡ Chứng nhận dựa theo doanh số tiêu thụ và phát trực tuyến. |            |                               |

## Lịch sử phát hành
| Vùng          | Ngày                | Định dạng                | Nhãn                 | Chú thích |
| ------------- | ------------------- | ------------------------ | -------------------- | --------- |
| Toàn thế giới | 9 tháng 9 năm 2016  | Digital download         | Interscope Universal | [ 49 ]    |
| Ý             | 9 tháng 9 năm 2016  | Contemporary hit radio   | Universal            | [ 50 ]    |
| Hoa Kỳ        | 12 tháng 9 năm 2016 | Adult contemporary radio | Interscope           | [ 51 ]    |
| Hoa Kỳ        | 13 tháng 9 năm 2016 | Contemporary hit radio   | Interscope           | [ 52 ]    |